# In Your Eyes (песня Питера Гэбриела)
«In Your Eyes» (с англ. — «В твоих глазах») — композиция британского рок-музыканта Питера Гэбриела, выпущенная в качестве второго сингла с альбома So. В записи песни принял участие сенегальский певец Йуссу Н’Дур (тогда ещё мало известный западной аудитории), спевший заключительный отрезок на своём родном языке — волоф. Сочинённый Гэбриелом текст был вдохновлён африканской традицией двусмысленности и подразумевает в своей концепции как романтическую любовь, так и любовь к Богу.
Хотя композиция не издавалась в Великобритании, руководство Geffen Records, американского лейбла Гэбриела, решило выпустить её в США в качестве третьего альбомного сингла. В итоге, песня стала очень популярна на радио, а её видеоклип попал в регулярную ротацию на телеканале MTV. Помимо этого, 13 сентября сингл добрался до вершины американского чарта Hot Mainstream Rock Tracks и отметился на 26-й строчке хит-парада в Billboard Hot 100 в ноябре.
Также, «In Your Eyes» отметилась в австралийском сингловом чарте — добравшись там до 97-го места. Гэбриел выпустил две расширенные версии песни в виде 12-дюймового винилового сингла в США. Первая (Single Mix) имела увеличенный хронометраж — 6:15, вторая (Special Mix) длилась ещё дольше — 7:14.
Композиция была включена в саундтрек фильма «Скажи что-нибудь». Кроме того, она прозвучала в финале гастрольного тура Гэбриела Secret World Tour, а также стала последней композицией на его концертном альбоме Secret World Live (1994), где длится более 11 минут и включает в себя дополнительный текст из «Special Mix», а также вокальные вставки других музыкантов. Впоследствии была включена в американскую версию сборника Hit (2003). В 2005 году песня получила «золотой» сертификат в США, таким образом став первым золотым синглом в карьере музыканта.

## История создания
Вдохновением для песни послужило посещение Гэбриелом Собора Святого Креста и Святой Евлалии в Барселоне. Первоначально текст был написан для другой композиции, «Sagrada», однако она была забракована на ранней стадии производства. Тем не менее некоторые её элементы, включая вокальную мелодию и последовательность аккордов, впоследствии перекочевали в «In Your Eyes».
Песня начинается с сустейнового синтезаторного аккорда Гэбриела, после чего в мелодию вступает ударник Ману Катче с перкуссионным битом в духе музыки уорлдбита, сыгранным им на африканском говорящем барабане.
Первоначально Гэбриел хотел поместить «In Your Eyes» в самый конец альбома, однако, из-за чрезвычайно удачно получившейся басовой линии его пришлось разместить на грампластинке гораздо раньше, поскольку такое расположение предоставляло больше места для вибрации иглы звукоснимателя. Впоследствии, в переиздании альбома на компакт-диске, это ограничение было снято и трек сделали финальным, как и предполагалось изначально

## Фильм «Скажи что-нибудь»
Эта песня дважды звучит в фильме «Скажи что-нибудь» Кэмерона Кроу, а также использовалась в его трейлере. Одна из сцен, когда главный герой, в исполнении Джона Кьюсака, включает эту песню на бумбоксе перед окном героини Айони Скай в качестве серенады — стала культовой. После успеха фильма песня обрела новую волну популярности и снова попала в чарт Billboard Hot 100 достигнув 41-го места.
По словам Кроу, Розанна Аркетт, которая, по одной из версий, была источником вдохновения для этой песни, лично попросила Питера Гэбриела разрешить использовать его песню в фильме. Однако, музыкант сперва захотел взглянуть на материал, в связи с чем Кроу попросил продюсеров выслать ему черновую копию картины. После просмотра музыкант дал добро, однако сказал Кроу, что ему стало не по себе от передозировки главного героя в финале. Оказалось, что студия по ошибке отправила ему копию фильма «Wired» с Джоном Белуши.
В сентябре 2012 года обсуждая в интервью Rolling Stone 25-летие альбома So, Гэбриел прокомментировал культурное влияние сцены: «Она определённо вдохнула в песню вторую жизнь, потому что теперь её часто пародируют в различных комедийных шоу — она стала одним из современных клише Ромео и Джульетты. Я уже обсуждал это с Джоном Кьюсаком. Мы как бы оказались вдвоём заперты в крошечном мгновении современной культуры». В октябре 2012 года, когда Гэбриел сыграл первые несколько тактов песни во время выступления в Hollywood Bowl, Кьюсак вышел на сцену, вручил ему бумбокс и поклонился, после чего быстро удалился за кулисы. Кэмерон Кроу также присутствовал на этом концерте и позже написал в Twitter: «Питер Гэбриел и Джон Кьюсак сегодня стояли вместе на сцене Hollywood Bowl. Я этого не забуду… никогда».

## Участники записи
| - Питер Гэбриел – ведущий и бэк-вокал, Fairlight CMI, фортепиано, синтезатор - Ману Катче – ударные, говорящий барабан, перкуссия - Джерри Маротта – дополнительные ударные - Ларри Клейн – бас-гитара - Тони Левин – бас-гитара - Дэвид Роудс — гитары, бэк-вокал | - Ричард Ти – фортепиано - Йуссу Н’Дур — дополнительный вокал - Майкл Бин — бэк-вокал - Джим Керр — бэк-вокал - Ронни Брайт — бас-вокал - Кевин Киллен – микширование |

## Чарты
| Чарт (1986-87)                          | Высшая позиция |
| --------------------------------------- | -------------- |
| Australia (Kent Music Report)           | 97             |
| Canada Top Singles (RPM)                | 29             |
| Новая Зеландия (Recorded Music NZ)      | 50             |
| US Billboard Hot 100                    | 26             |
| US Billboard Hot Mainstream Rock Tracks | 1              |

## Концертные исполнения
Во время гастрольного тура This Way Up Tour (1986–1987), песня исполнялась в дуэте с Йуссу Н’Дуром, в основном во время североамериканских концертов.
В 1993 году Гэбриел исполнил эту песню в одном из шоу 18-го сезона телепередачи Saturday Night Live.
10 апреля 2014 года, на церемонии введения в Зал славы рок-н-ролла, Гэбриел исполнил эту песню в дуэте с Йуссу Н’Дуром. Мероприятие проходило в бруклинском «Барклайс-центре» и позже транслировалось по на кабельном канале HBO.